# Испитли
Испитли, днес вече Спилео (на гръцки: Σπήλαιο, катаревуса: Σπήλαιον, Спилеон) е село в Западна Тракия, Гърция, дем Орестиада.

## География
Селото е разположено в плодородното долно течение на река Арда, на около 4 км северно от реката и недалеч от вливането и в р. Марица в околностите на Одрин, самият Одрин отстои на 25 км източно. Северно от селото на 23 км е граничен контролно-пропускателен пункт Орменион-Капитан Петко войвода, от където се стига до близкия Свиленград. Общинския център град Орестиада е на 33 км южно. Землището на селото има отлични условия за земеделие с хубавите си почви.

## История
В XIX век Испитли е българско село в Чирменската кааза на Одринския вилает на Османската империя. Според „Етнография на вилаетите Адрианопол, Монастир и Салоника“, издадена в Константинопол в 1878 година и отразяваща статистиката на населението от 1873 година, Еспетли (Espetly) има 65 домакинства и 298 българи.
Според проф. Любомир Милетич в 1912 г. Испитли е сред големите изцяло български села на Мустафапашенска каза със своите 140 семейства или общо 725 души, всички екзархисти.
При избухването на Балканската война в 1912 година 1 човек от Испитли е доброволец в Македоно-одринското опълчение. През юли 1913 г. селото е разграбено и опожарено от башибозук.
След Първата световна война попада в Гърция. Българите се изселват в различни селища в България – с. Железино и Ламбух в Ивайловградско; 40 семейства в с. Щит в Свиленградско; Симеоновград и други. През 20-те години на XX век е заселено главно с гърци бежанци от Турция (Източна Тракия).

## Население
| Година | Население |
| ------ | --------- |
| 1981   | 603       |
| 1991   | 590       |
| 2001   | 443       |

## Личности
Родени в Испитли
- Петър Костов, македоно-одрински опълченец, 1 рота на 5 одринска дружина[7]